# 大祁於賀美神社
大祁於賀美神社（たけおかみじんじゃ / おおけおかみじんじゃ / おおおかみじんじゃ）は、大阪府羽曳野市にある神社である。式内社で、旧社格は村社。
「太祁於賀美神社」とも書き、高龗神（たかおかみ「水の神」）を祀る。

## 歴史
延喜式神名帳に「河内国石川郡 大祁於賀美神社」と記載される神社であるが、国史には現れず、江戸時代以前の歴史は不詳である。なお、旧鎮座地・現鎮座地とも旧古市郡内であるが、これは延喜式の時代の後に郡の境界が変わったためである。
かつては現在地より東方の丘の頂上にあり、江戸時代までは山王権現と称していた（現在でも氏子は当社を「山王権現」と呼んでいる）。享和元年（1801年）刊行の『河内名所図会』に「延喜式石川郡に属す。今山王と称し、此所の本居神とす」とある。明治初年に村社に列格したが、明治40年11月18日、近隣の村社・八幡神社（現 壺井八幡宮）に合祀された。
旧氏子の希望により、昭和30年（1955年）12月1日、大黒寺の所有地を借用して再建された。
旧社地は当社合祀後に民間に売却され、土砂の採取場となったため、丘はほとんど消失している。